# Горгида
Горгида (старогрчки: Γοργίδας) је био тебански војсковођа, оснивач Свете чете.

## Биографија
Горгида је, према античким изворима, учествовао у устанку кога су 379. године п. н. е. подигли Тебанци против спартанске хегемоније. Седморица устаника је, наводно, извршила преврат и ослободила демократе из тамнице. Потом је у Тебу уведено демократско уређење. Обновљен је Беотијски савез. Устанком у Теби започео је Беотијски рат. Горгида је учествовао у победничким биткама код Тегире и Леуктре. Најпознатији је по оснивању тебанске Свете чете, елитне војне јединице помоћу које је Епаминонда односио сјајне победе над Спартанцима. 